# Hamilton (Montana)
Hamilton – miasto w Stanach Zjednoczonych, w stanie Montana, siedziba administracyjna hrabstwa Ravalli.